# Timmiella crassinervis
Timmiella crassinervis là một loài Rêu trong họ Pottiaceae. Loài này được (Hampe) L.F. Koch miêu tả khoa học đầu tiên năm 1950.